# Легенда про яструба
«Легенда про яструба» (тагал. Ang Alamat ng Lawin) — філіппінський фантастичний фільм 2002 року, знятий та спродюсований Фернандо По-молодшим. Це його остання режисерська робота. У фільмі зіграли По та Іна Реймундо, а також нові дитячі зірки Кеті Віллар, Франклін Крістобаль, Раян Ямазакі та Кен Курілло.
Фільм «Легенда про яструба» був випущений компанією FPJ Productions 25 грудня 2002 року як офіційний учасник 28-го кінофестивалю Метро-Маніли.

## Сюжет
Фільм розповідає про пригоди молодого героя, відомого як Лавін (Яструб). Він — відважний воїн, який має захистити своє плем'я та відновити мир у світі, сповненому магії, міфічних істот і зрад.
Сюжет розгортається навколо боротьби Лавіна зі злим правителем, який хоче заволодіти могутнім амулетом, що дає необмежену силу. У своєму шляху герой стикається з різноманітними випробуваннями, включаючи битви з магічними істотами та пошук союзників серед інших племен. Йому належить розкрити таємницю свого походження, що тісно пов'язане з магічними силами природи.
Фільм вирізняється яскравими бойовими сценами, несподіваними сюжетними поворотами та глибоким зануренням у місцевий фольклор. Це історія про мужність, вірність та силу духу, яка надихає на боротьбу за добро навіть у найтемніші часи.

## Акторський склад
- Фернандо По-молодший — Лавін
- Іна Раймундо — Каміла
- Кеті Віллар — Ріта
- Франклін Крістобаль — Пепе
- Райан Ямазакі — Кулас
- Хен Курілло — хлопчик
- Ромі Діас
- Аугусто Вікта
- Алекс Кунанан — Драка
- Вільям Ромеро — Апо Ермітаньо

## Нагороди та номінації
| Організація нагородження               | Категорія            | Одержувач            | Результат |
| -------------------------------------- | -------------------- | -------------------- | --------- |
| 2002 Манільський кінофестиваль «Метро» | Кращий фільм         |                      | Номінація |
| 2002 Манільський кінофестиваль «Метро» | Кращий актор         | Фернандо По-молодший | Номінація |
| 2002 Манільський кінофестиваль «Метро» | Найкраща жіноча роль | Іна Раймундо         | Номінація |
| 2003 FAMAS Awards                      |                      |                      |           |
| Найкраща історія                       | Менні Р. Буїзінг     | Номінація            |           |
| Найкращий звук                         | Арнольд Реодика      | Номінація            |           |